# Assassin's Creed: Valhalla
Assassin's Creed: Valhalla è un videogioco sviluppato da Ubisoft Montréal e pubblicato da Ubisoft. È il dodicesimo capitolo della saga principale di Assassin's Creed, sequel di Assassin's Creed: Odyssey (2018). La pubblicazione del gioco è avvenuta il 10 novembre 2020 su Microsoft Windows, PlayStation 4, Xbox One, Xbox Series X/S e come cloud gaming su Google Stadia  e Amazon Luna. È disponibile per PlayStation 5 dal 12 novembre 2020, come titolo di lancio della console.
Il/la protagonista è Eivor Varinsson / Varinsdottír, guerriero/a norreno/a che prese parte alle invasioni dell'Inghilterra nel IX secolo, quando il Paese era diviso in più regni (Northumbria, Mercia, Anglia orientale e Wessex)., Quest'ultimo, governato dall'allora monarca Alfredo il Grande, dovette combattere a lungo contro la Grande armata danese, una coalizione di guerrieri norreni. Durante l'avventura, Eivor entrerà in contatto con gli Occulti e si unirà alla lotta contro l'Ordine degli Antichi. La storia ha inizio in Norvegia, ma in una fase successiva il protagonista si sposterà in Inghilterra e, tra le città esplorabili, rientrano Winchester, Londra e Jórvík (l'attuale York). Come in Origins e in Odyssey, è presente una storia che segue le gesta di Layla Hassan nel presente, suddivise in vere e proprie sequenze di gioco. Valhalla contiene alcuni elementi narrativi riguardo all'origine degli Isu, una civiltà avanzata che precede l'umanità.

## Trama
Nel 2020, due anni dopo aver rivissuto gli eventi di Assassin's Creed: Odyssey, Layla Hassan si trova nel New England per indagare su due eventi apparentemente non correlati: il progressivo rinforzo del campo geomagnetico (fenomeno che causa un'eterna aurora boreale) e il ritrovamento del corpo di un guerriero vichingo del IX secolo, risalente a ben due secoli prima della presenza norrena in America. Nonostante sia ancora turbata dalla morte della dott.ssa Victoria Bibeau, e sebbene senta un forte influsso proveniente dal Bastone di Ermete Trismegisto, Layla decide di rivivere attraverso l'Animus le memorie del guerriero vichingo, coadiuvata dai due Assassini Shaun Hastings e Rebecca Crane.
Le memorie appartengono a Eivor, un guerriero norvegese. Da bambino, Eivor assiste al saccheggio del suo villaggio da parte del re Kjotve, che approfitta di un banchetto in onore del re Styrbjorn per tradire Varin, padre di Eivor, e uccidere lui e sua madre. Eivor viene salvato da Sigurd, figlio di Styrbjorn, ma durante la fuga i due vengono attaccati da un branco di lupi: il ragazzino viene sfigurato da una delle bestie, ma riesce misteriosamente a salvarsi. Eivor viene adottato dalla famiglia di Sigurd, che diverrà suo fratello, e da quel momento apparterrà al Clan del Corvo, venendo soprannominato "Morso di lupo".
Diciassette anni dopo, Eivor si mette alla caccia di Kjotve per vendicare i suoi genitori. Dopo una serie di tentativi infruttuosi, il guerriero riesce a ritrovare l'ascia di suo padre: nel toccarla gli appare in visione il dio Odino. Tornato al suo villaggio, Eivor consulta la veggente Valka, grazie alla quale ha un'ulteriore visione in cui vede suo fratello Sigurd divorato da un lupo gigantesco; secondo Valka, il significato della visione è che Eivor tradirà Sigurd, ma il guerriero rifiuta categoricamente di crederci.
Le azioni di Eivor avranno come risultato una guerra tra clan, e Styrbjorn s'infuria con Eivor per averla causata, poiché il Clan del Corvo non ha le forze per vincerla; intanto Sigurd torna da un lungo viaggio portando con sé due stranieri, Basim e Hytham: questi fanno parte dell'Ordine degli Occulti, una società segreta in lotta contro un Ordine molto potente a cui sembra appartenere anche Kjotve. Eivor riceve in dono dai due stranieri una lama celata e apprende alcune tecniche di combattimento furtivo; in seguito Eivor e Sigurd avranno una proposta da re Harald, che li aiuterà a sferrare un attacco al villaggio di Kjotve. Basim e Hytham rivelano a Eivor di aver seguito Sigurd col preciso scopo di eliminare Kjotve, e acconsentono che sia il norreno a ucciderlo; durante l'assalto al villaggio, Eivor ingaggia quindi un combattimento con Kjotve, al termine del quale riesce a ucciderlo.
Dopo la morte di Kjotve, re Harald annuncia che l'intero regno di Norvegia sarà riunito sotto un'unica corona, la sua. Styrbjorn gli giura fedeltà, cosa che fa infuriare Sigurd, il quale sperava di ereditare il regno di suo padre. Insieme a Eivor, dunque, decide di salpare verso l'Inghilterra per instaurarvi il proprio regno; insieme a un manipolo di fedeli, i due fratelli s'insediano quindi nella Mercia, dove fondano il villaggio di Ravensthorpe. Per poter affermare la propria presenza, i due stringono alleanze coi regni vichingi e sassoni del luogo, incontrando personaggi come i figli di Ragnar Lothbrok Ivarr, Halfdan e Ubba, lo jarl Guthrum e Ceolwulf di Mercia; nel frattempo Hytham istruisce Eivor sull'Ordine degli Antichi, chiedendogli di eliminare tutti gli accoliti presenti in Inghilterra, specificamente nelle città di Lunden (Londra), Jórvík (York) e Wincestre (Winchester), e perfino nelle remote terre di Vinlandia. Il guerriero norreno scopre inoltre gli studi dell'Ordine degli Occulti presenti ai tempi della Britannia romana, ed è aiutato in questa missione da un misterioso alleato che si firma il Povero Soldato di Cristo.
Nel frattempo, con l'aiuto di Valka, Eivor inizia un viaggio nelle sue visioni, che lo porterà a rivivere i giorni precedenti al Ragnarǫk nei panni dello stesso Odino, che si muove tra Ásgarðr e Jǫtunheimr per recuperare un magico idromele che consentirà agli dèi di sopravvivere: in questa impresa è ostacolato da Loki e da suo figlio Fenrir. Alla fine riuscirà nel suo intento e tutti gli dèi berranno la pozione che consentirà di trasferire la propria anima in un altro corpo; Thor, Freya e Týr lo seguono, mentre a Loki è proibito di farlo; il dio, tuttavia, riuscirà con l'inganno a reincarnarsi a sua volta. Layla scoprirà che queste visioni sono realmente accadute, e che il Ragnarok altro non è che la Grande Catastrofe che ha ucciso gli Isu.
Nel corso di queste imprese Eivor, assieme a Sigurd e Basim, fa la conoscenza di Fulke, una guerriera sassone che presenta loro la Pietra della Saga, un artefatto Isu sul quale si leggerebbe la prova che Sigurd discende dagli dei. In seguito si scopre che Fulke è consigliera di Re Aelfred, che a sua volta sta cercando di unificare tutti i regni sassoni sotto la sua corona; la donna ottiene che Sigurd sia preso in ostaggio da Aelfred per condurre dei macabri esperimenti che la porteranno perfino a mozzargli il braccio destro. Eivor tenta disperatamente di salvare suo fratello: ci riuscirà solo uccidendo Fulke. Al ritorno a Ravensthorpe, tuttavia, Sigurd si mostra scostante e in collera, convinto a sua volta di essere un dio; successivamente l'uomo chiederà a Eivor di tornare in Norvegia per scoprire un antico tempio che ha visto nelle sue visioni. Qui i due fratelli scoprono Yggdrasill, un macchinario Isu in grado di trasportarli nel Valhalla, dove possono godersi battaglie infinite, onori e gloria; tuttavia Eivor, dopo aver visto suo padre tra i guerrieri, comprende che questi non potrebbe mai trovarsi là poiché ha avuto una morte ingloriosa: comprende dunque che il Valhalla è una simulazione, e tenta di scappare combattendo contro la sua visione di Odino. Sigurd, capendo a sua volta che Eivor è nel giusto, la aiuta a sconfiggerlo e i due fratelli tornano nella realtà.
Una volta fuori dal macchinario, Eivor e Sigurd sono attaccati da Basim, che rivela di essere la reincarnazione di Loki, mentre i fratelli sono rispettivamente Odino e Týr. Basim attacca Eivor chiedendo vendetta per suo figlio Fenrir, ma Eivor lo sconfigge e lo intrappola nel macchinario Isu. Sigurd, rinsavito, abdica al suo ruolo di jarl del Clan del Corvo in favore di Eivor, che torna trionfalmente in Inghilterra; qui il guerriero elimina a uno a uno tutti i restanti membri dell'Ordine degli Antichi, arrivando a scoprire che il loro Maestro altri non è che lo stesso Aelfred, il quale è anche il Povero Soldato di Cristo che lo ha aiutato a distruggere l'Ordine: il re spiega a Eivor di essere rimasto disgustato dalla corruzione dei suoi accoliti, e di aver desiderato di distruggerlo dall'interno per farlo risorgere più forte di prima. In questo modo avranno origine i Templari, mentre gli Occulti si evolveranno negli Assassini.
Nel presente, Layla comprende che il rafforzamento del campo magnetico è dovuto alle azioni di Desmond Miles, che nel 2012 aveva attivato il Tempio di Giunone per proteggere la Terra da un cataclisma: il tempio è rimasto attivo da allora, diventando col tempo troppo potente per il pianeta. La donna raggiunge allora il tempio visitato da Eivor in Norvegia, portando con sé il Bastone di Ermete Trismegisto per proteggersi dalle radiazioni. Layla entra nell'Yggdrasill e incontra Basim, rimasto intrappolato per oltre un millennio, che le rivela come stabilizzare il campo magnetico. Layla incontra poi un misterioso essere che si fa chiamare l'Interprete (probabilmente proiezione dello stesso Desmond), che le dice che le sue azioni hanno solo ritardato il cataclisma: per evitarlo, i due dovranno analizzare tutti i futuri possibili; ciò richiede però il sacrificio di Layla, che decide di rimanere nella simulazione per sempre. All'insaputa di Layla, tuttavia, Basim è stato liberato dal macchinario; grazie al potere del Bastone di Ermete Trismegisto (che contiene l'anima della sua amata Aletheia/Angrboða), l'uomo ringiovanisce e si presenta come Occulto a Shaun e Rebecca, chiedendo di essere ricevuto da William Miles. Una volta solo, Basim/Loki rientra nell'Animus per scoprire di più sulle abilità nascoste di Eivor.
Nel passato, Eivor e Sigurd fanno ritorno a Ravensthorpe; Sigurd lascia a Eivor il posto di jarl del Clan del Corvo, e tutti lo accolgono cantando.

## DLC

### L'ira dei druidi
Nell'anno 879, un anno dopo gli eventi della trama principale, Eivor viene convocato da Bárid mac Ímair, un suo lontano cugino divenuto re di Dublino. Eivor si reca dunque in Irlanda, dove Bàrid chiede il suo aiuto per stringere alleanza con Flann Sinna, che presto sarà incoronato Re supremo d'Irlanda. I due cugini, accompagnati da Sichfrith, l'ardimentoso figlio di Bàrid, si recano a Tara per assistere alla cerimonia, che avverrà presso la mitica Lia Fáil. Qui Eivor incontra Ciara, poetessa e consigliera di Flann Sinna; poco prima dell'incoronazione Eivor, Bàrid e Ciara scoprono un complotto che avrà come esito l'uccisione di Flann Sinna: Eivor riesce a rintracciare il colpevole e ucciderlo prima che possa compiere l'omicidio. Dopo l'incoronazione, Flann Sinna chiede a Eivor di aiutarlo a stringere alleanze e riprendere il controllo di alcuni siti irlandesi che sono stati conquistati dai suoi nemici: Eivor accetta e lo aiuta a riprendere possesso di Cashelore. Una volta conquistato il forte, l'esercito di Flann Sinna viene misteriosamente avvelenato con una sostanza sconosciuta; per ottenere un antidoto Ciara si rivolge dunque a Deirdre, una druida sua amica, la quale li informa che i colpevoli sono i Figli di Danu, una setta druidica che tenta di estirpare dall'Irlanda il Cristianesimo e la religione norrena per restaurare gli antichi culti; la stessa Ciara gli rivela di esser stata un tempo parte della setta, ma di averla lasciata a causa della loro crudeltà.
Eivor si mette alla caccia dei Figli di Danu, uccidendone i capi e rinsaldando il potere di Flann Sinna sull'Irlanda; nell'881 scopre infine che il capo supremo della setta è Eogan, abate di Armagh, che si fingeva cristiano e alleato del re per portare avanti indisturbato i suoi loschi piani. Eogan lancia allora un attacco al forte di Clogher, durante il quale Bàrid viene massacrato; Eivor giura vendetta e infine riesce a stanare Eogan e ucciderlo, ponendo così fine ai Figli di Danu.
Sichfrit viene nominato nuovo re di Dublino; Eivor si reca quindi a Ulster per presenziare a un consiglio tra Flann Sinna e gli altri re d'Irlanda i quali, preoccupati che altri possano comportarsi come i Figli di Danu, deliberano di sradicare completamente la religione druidica dal paese: decidono di istituire un'inquisizione che metta a processo tutti i druidi, i quali non avranno altra scelta che abiurare o essere esiliati. Ciara, furiosa per questa decisione, sprigiona il potere della Lia Fàil (che in realtà è un manufatto Isu) e lo adopera per prendere il controllo dell'esercito di Flann e, in seguito, dello stesso re. Eivor riesce però a sconfiggerla, e lei gli rivela di essere l'ultima a poter accedere liberamente al potere del manufatto (è infatti un Saggio, discendente degli Isu). Eivor può decidere se ucciderla o risparmiarla: se la uccide, Flann Sinna proverà rimorso per il suo terribile errore, e distruggerà Lia Fàil; se sopravvive, il re darà a lei e agli ultimi druidi una terra dove poter praticare liberamente la loro religione, e sarà la stessa Ciara a distruggere il manufatto. Tornato a Dublino, Eivor visita la tomba di Bàrid con Sichfrit e Flann Sinna, il quale gli promette di essere un buon re per gli irlandesi.

### L'assedio di Parigi
Nell'anno 885 a Ravensthorpe giunge Toka, una guerriera vichinga proveniente dalla Francia, la quale tenta di convincere Eivor a partecipare a una razzia nella città di Parigi; lo jarl si rende tuttavia conto che dietro questa richiesta c'è una minaccia ben più grave: il re di Francia Carlo il Grosso sta infatti sottomettendo tutti i regni vichinghi, e presto o tardi arriverà anche in Inghilterra. Eivor segue dunque Toka a Melun, dove incontra lo zio di lei, Sigfred, capo del villaggio: questi desidera vendicare Sinric, padre di Toka e suo fratello, ucciso dai franchi durante una rappresaglia, muovendo guerra alla città di Parigi. Eivor giura di aiutare il popolo di Sigfred, ma cerca anche di parlamentare con Carlo sperando di evitare la guerra.
Il villaggio di Sigfred viene attaccato dagli uomini di Engelwin, il vescovo parigino mandante dell'uccisione di Sinric. Eivor sventa l'attacco e si reca a Parigi, dove scopre che Engelwin è a capo di una setta denominata Bellatores Dei, un gruppo di cristiani sanguinari e assetati di potere: il vichingo riesce a infiltrarsi nella setta travestendosi da adepto, e uccide il vescovo. In città, Eivor scopre inoltre che il conte Oddone sta radunando un piccolo esercito, consapevole di un imminente attentato; inoltre riesce a rintracciare re Carlo in un bordello nei bassifondi parigini. Questi gli chiede di salvare sua moglie Riccarda, rapita poco tempo prima: in cambio gli garantirà la salvezza dell'Inghilterra.
Eivor si reca a Evreux, dove scopre che la regina è tenuta prigioniera da una monaca fanatica che si fa chiamare Piccola Madre, la quale intende sottoporla a un sanguinoso esorcismo. Eivor riesce a infiltrarsi nel luogo del rito, scoprendo che anche la Giovane Madre è un'adepta dei Bellatores Dei: il guerriero la uccide e salva Riccarda, la quale lo porta a Lisieux, dov'è nascosto Bernardo, unico figlio (illegittimo) del re e suo solo erede. Riccarda lo nasconde dal padre poiché, consapevole di non essere più amata da lui, teme che il re possa corrompere la purezza d'animo del bambino allo scopo di metterlo sul trono al suo posto; in effetti, quando Eivor e Riccarda si recano da lui senza Bernardo, Carlo tenta di farli uccidere dalle sue guardie.
Sdegnato dal tradimento di Carlo, Eivor cerca di convincere Oddone a non combattere offrendogli del denaro, ma questi rifiuta: a quel punto Sigfred decide di mettere Parigi sotto assedio. Durante la battaglia, Eivor uccide altri due membri dei Bellatores Dei, tra i quali l'arcivescovo Gozlin; nel frattempo, tuttavia, si rende conto di quanto Sigfred sia ormai accecato dalla sete di sangue, che lo porta a commettere uccisioni efferate. A quel punto il vichingo decide di provare a convincere Oddone ad arrendersi per mettere fine all'assedio, e dopo una breve lotta riesce a ottenere la resa. A quel punto giungono i rinforzi di Carlo, il quale convince Sigfred a ritirarsi in cambio di molte ricchezze e della nomina a capo della Normandia. Pur odiando il re, Eivor è soddisfatto perché spera che desista dal proposito di invadere l'Inghilterra. In seguito, Eivor riesce a convincere Sigfred che la sua vendetta non potrà mai riportare Sinric in vita: l'uomo decide allora di andare in esilio, nominando Toka nuovo jarl del suo popolo.
Tempo dopo, Oddone convoca Eivor e gli rivela che Riccarda e Bernardo sono spariti: il conte lo indirizza verso Amiens e gli chiede di uccidere Carlo, colpevole di aver tradito il popolo Franco. Ad Amiens Eivor salva Bernardo e riesce a infiltrarsi nel palazzo di Carlo, dove trova il sovrano ormai completamente impazzito: sottopone Riccarda a un'ordalia del fuoco, dalla quale la regina si salva solo grazie all'intervento di Eivor e di una provvidenziale pioggia. Eivor infine ingaggia una sanguinosa e difficile lotta con il re, alla fine della quale può decidere se ucciderlo o risparmiarlo. A prescindere dalla decisione di Eivor, Oddone diventa il nuovo re dei Franchi; Eivor ottiene l'alleanza col popolo di Toka, e può tornare a Ravensthorpe certo che il villaggio non si trovi più sotto la minaccia franca.

### L'alba del Ragnarok
Terzo DLC ambientato nelle visioni di Eivor mentre è nei panni di Odino mentre cerca di fermare il Ragnarok.

### L'ultimo capitolo
Mentre Eivor riflette su quanto ha realizzato e su come non potrà mai spezzare il suo legame interiore con Odino, nel presente Basim interviene manipolando la simulazione Animus, facendola avanzare di vari anni così da assistere a eventi futuri della vita di Eivor e ai suoi ultimi saluti: a Ravensthorpe con l'Occulto Hytham (che ha iniziato ad addestrare gli abitanti dell'insediamento), nel Wessex con re Aelfred (che ha ripreso possesso del suo regno), in Anglia orientale con Guthrum (che si è convertito al Cristianesimo e ha stretto un'alleanza con Aelfred), in Norvegia con re Harald (che ha continuato l'unificazione del Paese). Tutti e quattro avanzano una proposta (rispettivamente di unirsi agli Occulti, di ottenere la signoria di Mercia, di convertirsi al Cristianesimo e di guidare una spedizione di soccorso all'insediamento norreno in Islanda) a Eivor, che però rifiuta in tutti i casi. Alla fine, salutata anche Valka, Eivor abbandona definitivamente Ravensthorpe. Nella scena finale si mostra come Eivor abbia raggiunto nuovamente la Vinlandia, dove mediterà assieme a Odino e concluderà i suoi giorni.

## Modalità di gioco

Mappa dell'Inghilterra nell'878, anno e luogo in cui si svolge prevalentemente la storia principale. L'area di gioco comprende gran parte dell'area qui rappresentata.

In Assassin's Creed: Valhalla il giocatore ha la possibilità di impersonare Eivor scegliendo tra il sesso maschile ed il sesso femminile e questo non influisce sul susseguirsi degli avvenimenti nel corso della trama. Eivor può essere un Berserkr o una Skjaldmær. Ciò che invece incide sulla storia di ogni giocatore è la meccanica GDR, tramite cui ogni giocatore può scegliere come improntare il carattere di Eivor ed il susseguirsi della narrazione scegliendo tra una serie di risposte o di azioni predefinite selezionabili liberamente. Il sistema di combattimento è stato modificato, introducendo la possibilità di combattere impugnando due armi differenti tra spade, asce barbute, mazze, lance e scudi. Gioca un ruolo fondamentale la personalizzazione di Eivor e del mondo di gioco, sarà infatti possibile personalizzare la capigliatura, i tatuaggi, le pitture di guerra, l'equipaggiamento del protagonista, la propria dreki, costruire insediamenti potenziandoli con l'avanzamento nel gioco; edificabili varie botteghe, tra cui: fabbri, tatuatori e caserme militari, costruibili e potenziabili dopo aver ottenuto risorse provenienti dal saccheggio di altri territori. Il direttore del gioco Ashraf Ismail ha descritto la sua importanza dicendo: "molta parte di quello che si fa nel mondo del gioco è, in ultima analisi, alimentare la struttura in modo che possa crescere, possa prosperare". Presente anche la meccanica "Visione dell’Aquila" già vista nei capitoli precedenti, con la variante presente di un corvo imperiale al posto della tipica aquila. In Valhalla "l'Occhio dell'Aquila" sarà denominata "Visione di Odino" o "Occhi di Odino".
Il mondo di gioco comprende anche diverse attività secondarie, tra cui la pesca, le battute di caccia, sfide alcoliche e scontri verbali descritti come "battaglie rap". Torneranno le battaglie su vasta scala viste nel precedente capitolo, in proporzioni maggiori, dove si scontreranno eserciti di numerosi guerrieri e truppe d'èlite, allo scopo di acquisire o proteggere dei territori. Il gioco si basa meno su un sistema di livellamento tradizionale e si concentra invece maggiormente sulla selezione delle abilità, attraverso un albero delle abilità selezionabili dal giocatore mentre Eivor avanza nel gioco; i nemici verranno valutati in base alla raccolta di abilità del giocatore. L'impiego delle drakkar è principalmente per gli spostamenti marittimi e fluviali, poiché i vichinghi non combattevano sulle navi ma solo su vie terrestri, utilizzando le stesse solo per lo spostamento. Assassin's Creed: Valhalla è un gioco che si concentra sulla campagna giocatore singolo, ma include componenti online allo scopo di incoraggiare i giocatori a condividere i propri progressi e la propria creatività. Il giocatore è in grado di creare e personalizzare un mercenario vichingo, un vichingo di Jomsborg, che può essere reclutato da altri giocatori, fungendo da personaggio non giocabile, che frutta ricompense di gioco aggiuntive per missioni riuscite.

## Sviluppo
Assassin's Creed: Valhalla era già in sviluppo da oltre due anni dall'annuncio avvenuto il 29 aprile 2020. Lo sviluppo principale del gioco è stato guidato dal team di Assassin's Creed: Origins negli studi di Ubisoft Montreal e supportato da altri quattordici studi di Ubisoft in tutto il mondo. Ashraf Ismail è il direttore creativo, avendo precedentemente guidato con successo il lavoro su Assassin's Creed: Origins e Assassin's Creed IV: Black Flag. Il direttore della narrazione è Darby McDevitt, autore principale di Assassin's Creed: Revelations e Black Flag e co-sceneggiatore di Assassin's Creed: Unity. McDevitt ha affermato che il team di sviluppo ha riconosciuto che ci potessero essere somiglianze con il gioco God of War (anch'esso nell'ultimo capitolo ambientato in terra norrena), ma ha ritenuto che esso fosse in realtà molto incline alla mitologia, mentre Ubisoft voleva che Valhalla fosse un'esperienza storicamente fondata.
Elementi della mitologia norrena appariranno comunque nella storia e, secondo il direttore del gioco Ashraf Ismail, questo si noterà su come Eivor e i Vichinghi possano prendere eventi non comuni come segni del coinvolgimento dei loro dei. Sulla possibilità di selezionare il sesso di Eivor, Thierry Noël, storico del gioco, affermò che c'era ancora un dibattito storico su quanto le donne partecipassero come guerriere all'interno delle battaglie vichinghe, ma Ubisoft credeva che le donne fossero importanti nella mitologia e nella società norrena, e così cercò di riflettere l'idea vichinga che donne e uomini sono ugualmente formidabili in battaglia. Nella ricerca del periodo di tempo dove collocare il capitolo della saga, McDevitt ha affermato che il team di sviluppo ha scoperto che la maggior parte dei documenti storici dell'espansione vichinga sono stati scritti da una prospettiva inglese, ritraendoli quindi come invasori assetati di sangue. Tuttavia, il team di sviluppo ha ritenuto che ciò trascurasse il successo dei vichinghi nell'insediamento in Inghilterra e i contributi che davano alle pratiche agricole e alla loro influenza sulla lingua inglese. Il team di sviluppo ha quindi cercato di rappresentare con maggiore precisione l'epoca vichinga, sottolineando elementi importanti, come gli insediamenti in terre straniere, creati per rimanere in quei territori e prosperare e non solo per saccheggiarli. Questo è stato rappresentato nel trailer e nel materiale promozionale, sovrapponendo le parole d'avvertimento di Alfredo il Grande sulla minaccia rappresentata dai vichinghi con scene che mostrano il contrario.
La colonna sonora del gioco è composta da Jesper Kyd e Sarah Schachner, entrambi hanno già lavorato su precedenti capitoli della serie. Einar Selvik, uno dei compositori della serie televisiva di History Channel Vikings, ha lavorato con Kyd e Schachner per nuovi brani del gioco.
Nel giugno 2020, Polygon ha riportato che Ismail "ha annunciato che si sarebbe dimesso dal progetto conseguentemente a delle accuse di relazioni extraconiugali con giovani fan. Ubisoft in seguito ha confermato il suo allontanamento a Polygon".

## Distribuzione
L'uscita di Valhalla era inizialmente prevista per il 17 novembre 2020, ma il gioco è stato anticipato al 10 novembre 2020. Il gioco è disponibile anche su Microsoft Windows, PlayStation 4/PlayStation 5, Xbox One/Xbox Series X/S e Google Stadia. È anche il primo titolo della saga per la nuova generazione di console, PlayStation 5 e la già citata Xbox Series X/S. Ashraf Ismail ha dichiarato che Valhalla rappresenta il gioco "di punta" di Ubisoft per questi sistemi di prossima generazione ed è stato sviluppato per sfruttare i tempi di caricamento più rapidi offerti da entrambe le console. Le versioni Xbox del gioco supportano il programma "Smart Delivery" di Microsoft, che consente al giocatore di acquistare solo una copia del gioco che funziona sia su Xbox One che su Series X/S. Anche passando da PS4 a PS5, basta acquistare una sola copia del gioco per poter giocare su entrambe le console. Prima dell'annuncio ufficiale, in rete trapelarono diversi leak che riportavano il gioco chiamarsi Assassin's Creed Ragnarök.
Nel titolo Tom Clancy's The Division 2 di Ubisoft, è presente un easter egg sotto forma di poster che prendeva in giro il prossimo capitolo della serie di Assassin's Creed chiamandolo Valhalla, nonostante gli sviluppatori non avessero ancora scelto il nome definitivo del videogioco. Il poster in questione, ritraeva un vichingo vestito simile agli assassini dei precedenti capitoli, mentre teneva in mano una presunta Mela dell'Eden, uno degli artefatti creati dagli Isu. Lo stesso easter egg fu riportato da Jason Schreier di Kotaku, secondo il quale il prossimo capitolo della serie era già in sviluppo e che sarebbe uscito nel 2020 col nome di Assassin's Creed Kingdom. Ad aprile 2020, con l'annuncio ufficiale del videogioco, McDevitt disse che l'easter egg in The Division 2, fu una coincidenza per via dello studio svedese dietro il gioco, Massive Entertainment ha voluto inserire elementi iconografici svedesi in The Division 2, e non aveva alcuna intenzione di riferirsi a Valhalla.
Sin dall'uscita il gioco ha ricevuto numerosi contenuti scaricabili e a giugno 2021 Ubisoft ha dichiarato che il titolo sarebbe stato il primo nella saga a ricevere aggiornamenti periodici, con l'aggiunta di nuovi contenuti gratuiti nel corso dell'intero secondo anno successivo al lancio. Oltre ai contenuti di gioco, Ubisoft ha implementato la versione "Discovery Tour" del gioco, simile a quelle già viste in Origins e Odyssey, e gratuita per tutti i giocatori. Nel dicembre 2021 Ubisoft ha pubblicato una missione crossover gratuita con Odyssey, consistente in due parti: una disponibile in Odyssey, l'altra in Valhalla; il contenuto esplora la connessione tra Eivor e la protagonista di Odyssey, Kassandra, sull'isola di Skye, incluso un incontro tra i due.
Altre espansioni post-lancio aggiuntive sono invece disponibili a pagamento. La prima, intitolata L'ira dei druidi, pubblicata il 13 maggio 2021, vede Eivor visitare l'Irlanda per eliminare una setta di druidi chiamati i Figli di Danu, mentre nella seconda, L'assedio di Parigi, disponibile dal 12 agosto 2021, si viaggia in Francia per l’assedio di Parigi; entrambe sono comprese nel season pass. La terza espansione a pagamento, intitolata L'alba del Ragnarök, è stata resa disponibile il 10 marzo 2022, ed espande la mitologia norrena permettendo ai giocatori di viaggiare nel regno dei nani di Svartalfheim, dove Eivor ritorna nel ruolo di Odino per salvare il figlio Baldr dal gigante di fuoco Surtr. A differenza delle due espansioni summenzionate L'alba del Ragnarök non è inclusa nel season pass, dunque richiede un acquisto aggiuntivo.
Nel giugno 2022 viene annunciata l'uscita di ulteriori contenuti gratuiti: La saga dimenticata, disponibile dal 2 agosto seguente, è un'espansione caratterizzata da una modalità roguelike e segue il viaggio di Odino nel Niflheim e il suo scontro con la dea Hel, e una missione prevista entro la fine dell'anno che conclude la storia di Eivor. Quest'ultima è stata svelata nel settembre 2022 da Ubisoft dal titolo L'ultimo capitolo, epilogo della storia di Eivor e della sua relazione con Odino, ed è stata pubblicata il 29 novembre 2022, con una settimana di anticipo rispetto alla data precedentemente annunciata, includendo a sorpresa anche un crossover che ha introdotto il personaggio di Roshan, persiana membro degli Occulti levantini ed ex mentore di Basim; questa missione era proposta come contenuto promozionale in vista dell'uscita di Assassin's Creed Mirage, il successivo capitolo della saga, incentrato su Basim.

## Doppiaggio
Di seguito sono riportati i doppiatori che hanno prestato la voce ai principali personaggi del videogioco:
| Nome personaggio                  | Doppiatore originale                              | Doppiatore italiano                                                                |
| --------------------------------- | ------------------------------------------------- | ---------------------------------------------------------------------------------- |
| Eivor "Morso di lupo"             | Magnus Bruun (maschio) Cecilie Stenspil (femmina) | Federico Viola (maschio) Ilaria Silvestri (femmina) Martina Tamburello (bambino/a) |
| Layla Hassan                      | Chantel Riley                                     | Debora Magnaghi                                                                    |
| Shaun Hastings                    | Danny Wallace                                     | Matteo Zanotti                                                                     |
| Odino/Havi                        | Magnus Bruun                                      | Federico Viola                                                                     |
| Sigurd Styrbjornsson              | Gudmundur Thorvaldsson                            | Luca Ghignone                                                                      |
| Tyr                               | Gudmundur Thorvaldsson                            | Luca Ghignone                                                                      |
| Randvi                            | Kajsa Mohammar                                    | Valentina Pollani                                                                  |
| Soma                              | Kajsa Mohammar                                    | Valentina Pollani                                                                  |
| Basim Ibn Ishaq                   | Carlo Rota                                        | Claudio Moneta                                                                     |
| Loki                              | Carlo Rota                                        | Claudio Moneta                                                                     |
| Hytham                            | Amir Sám Nakhjavani                               | Dario Sansalone                                                                    |
| Ívarr Ragnarsson il Senz'ossa     | Eric Johnson                                      | Pino Pirovano                                                                      |
| Ubba Ragnarsson                   | Christian Svensson                                | Francesco Mei                                                                      |
| Magni                             | ?                                                 | Francesco Mei                                                                      |
| Rowan                             | ?                                                 | Francesco Mei                                                                      |
| Halfdan Ragnarsson                | Jeppe Beck Laursen                                | Dario Oppido                                                                       |
| Thor                              | Jeppe Beck Laursen                                | Dario Oppido                                                                       |
| Kjotve lo Spietato                | Björn Bengtsson                                   | Renzo Ferrini                                                                      |
| Finnr                             | Björn Bengtsson                                   | Renzo Ferrini                                                                      |
| Re Styrbjorn                      | Kåre Conradi                                      | Vittorio Bestoso                                                                   |
| Faravid                           | Kåre Conradi                                      | Vittorio Bestoso                                                                   |
| Brandano di Clonfert              | Simon Lee Phillips                                | Diego Sabre                                                                        |
| Ottaviano                         | Simon Lee Phillips                                | Diego Sabre                                                                        |
| Gorm Kjotvesson                   | Boris Hiestand                                    | Matteo Brusamonti                                                                  |
| Rued                              | Boris Hiestand                                    | ?                                                                                  |
| Fenrir                            | Boris Hiestand                                    | Claudio Beccari                                                                    |
| Ceolwulf II                       | Mark Bonnar                                       | Roberto Accornero                                                                  |
| Cynon                             | Mark Bonnar                                       | Roberto Accornero                                                                  |
| Re Aelfred                        | Tom Lewis                                         | Ezio Vivolo                                                                        |
| Fulke                             | Gaia Weiss                                        | Martina Felli                                                                      |
| Goodwin                           | Ukweli Roach                                      | Giuseppe Palasciano                                                                |
| Wyatt                             | ?                                                 | Marco Balbi                                                                        |
| Halewyn                           | ?                                                 | Marco Balbi                                                                        |
| Vili                              | Elliot Cowan                                      | Matteo De Mojana                                                                   |
| Il Costruttore                    | Joi Johannsson                                    | Oliviero Corbetta                                                                  |
| Redwalda "Canto Tragico"          | ?                                                 | Gabriele Calindri                                                                  |
| Birstan                           | Sam Woolf                                         | Gabriele Calindri                                                                  |
| Bjorn "Morso feroce" il Berserker | ?                                                 | Maurizio Merluzzo                                                                  |

## Accoglienza
| Testata                      | Versione          | Giudizio |
| ---------------------------- | ----------------- | -------- |
| Metacritic (media al 4/8/22) | PlayStation 5     | 84/100   |
| Metacritic (media al 4/8/22) | PlayStation 4     | 80/100   |
| Metacritic (media al 4/8/22) | Xbox Series       | 84/100   |
| Metacritic (media al 4/8/22) | Xbox One          | 82/100   |
| Metacritic (media al 4/8/22) | PC                | 82/100   |
| OpenCritic (media al 4/8/22) | collettivo        | 83/100   |
| Attack of the Fanboy         | Xbox One X        | [ 55 ]   |
| Everyeye.it                  | PlayStation 4 Pro | 8/10     |
| Hynerd.it                    | PlayStation 4     | 8.3/10   |
| Multiplayer.it               | PC                | 8.5/10   |

### Vendite
Assassin's Creed: Valhalla ha venduto più copie durante la prima settimana di distribuzione rispetto a qualsiasi altro videogioco di Assassin's Creed mentre la versione PC ha avuto il lancio di maggior successo di qualunque altro gioco per PC pubblicato da Ubisoft. Il 17 novembre 2020 Ubisoft ha confermato che il gioco ha avuto oltre 1,8 milioni di giocatori.
Complessivamente, il gioco è il secondo titolo più redditizio nella storia di Ubisoft. Negli Stati Uniti è diventato il quinto videogioco più acquistato del 2020 e il sedicesimo del 2021. Al febbraio 2022, il gioco ha raggiunto oltre 1 miliardo di dollari di entrate.

### Riconoscimenti
Assassin's Creed: Valhalla è stato candidato per Innovazione nell'accessibilità e miglior avventura dinamica ai The Game Awards 2020, e per miglior videogioco ai GLAAD Media Award 2021. Ha guadagnato anche sette candidature per i premi NAVGTR, incluso gioco dell'anno.
La colonna sonora dell'espansione L'alba del Ragnarök, composta da Stephanie Economou, ha vinto il primo Grammy assegnato nella categoria di miglior colonna sonora per un videogioco o altro media interattivo alla 65ª edizione della cerimonia.

## Sequel
Valhalla è stato seguito da Assassin's Creed Mirage, titolo minore progettato per essere più simile ai primi capitoli della serie, focalizzandosi su una ambientazione ridotta e una modalità di gioco furtiva. Il gioco è ambientato attorno all'861 a Baghdad, durante l'epoca d'oro islamica, ed esplora la vita precedente di Basim Ibn Ishaq, come prequel agli eventi di Valhalla. Mirage è stato pubblicato il 5 ottobre 2023 per Windows, PlayStation 4, PlayStation 5, Xbox One, Xbox Series X/S e Luna.